# Stanovi (Brčko)
Stanovi är ett samhälle i Bosnien och Hercegovina. Det ligger i distriktet Brčko, i den nordöstra delen av landet, 110 km norr om huvudstaden Sarajevo. Stanovi ligger 142 meter över havet och antalet invånare är 353.
Terrängen runt Stanovi är platt. Närmaste större samhälle är Brčko, 8,0 km norr om Stanovi.
Omgivningarna runt Stanovi är en mosaik av jordbruksmark och naturlig växtlighet. Runt Stanovi är det ganska tätbefolkat, med 67 invånare per kvadratkilometer.